# Ectyphus bitaeniatus
Ectyphus bitaeniatus är en tvåvingeart som beskrevs av Hesse 1969. Ectyphus bitaeniatus ingår i släktet Ectyphus och familjen Mydidae. Inga underarter finns listade i Catalogue of Life.